# Гингелом
Гингелом (на нидерландски: Gingelom) е селище в Североизточна Белгия, окръг Хаселт на провинция Лимбург. Намира се на 20 km югозападно от град Хаселт. Населението му е около 7850 души (2006).